# نفاذية وعائية

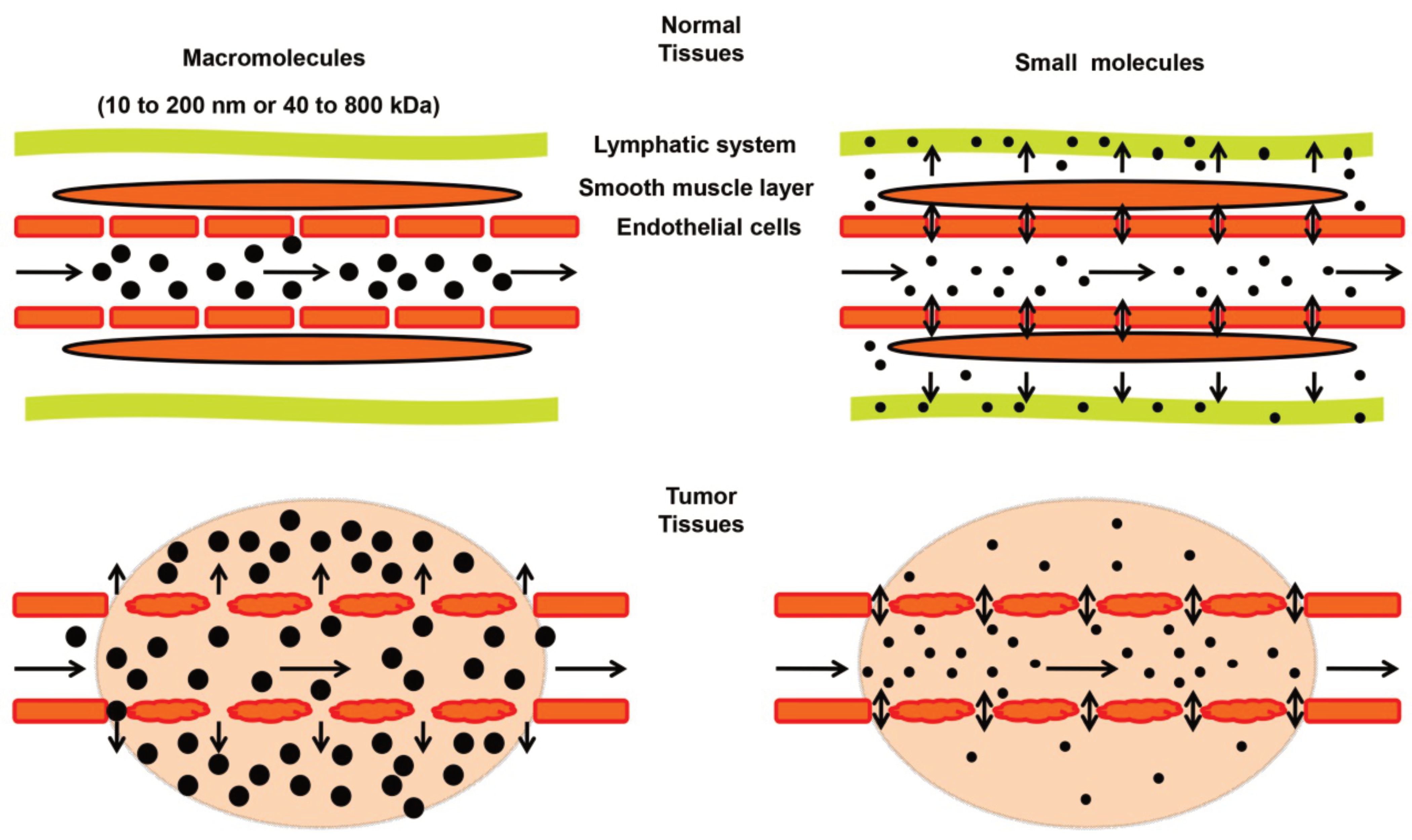

النفاذية الوعائية(بالإنجليزية: Vascular permeability)‏ هي قدرة الجزيئات لتمر عبر الأوعية الدموية وتصل إلى الأنسجة lk خلايا بطانية دقيقة التي تبطن أوعية الدم. وزيادة نسبة النفاذية الوعائية تتسبب في هبوط حاد في ضغط الدم وفشل جسيم في وظائف الأعضاء.
وتعرف نفاذية الأوعية الدموية بقدرة الجزيئات فيها المرور عبر الأوعية الدموية والتي تصل إلى الأنسجة ويمكنها أن تخترق جدران الأوعية الدموية لأن هذه الجزيئات تعتمد على مسام دقيقة داخل المفاصل ادق من الأوعية الدموية لتصل إلى الأنسجة. وتتميز بأن لها طبقة رقيقة من الخلايا، 
وهناك عدة عوامل تحدد نفاذية الجزيئية، التي تنطوي على تفاعلات معقدة من المواد الكيميائية في جسم الإنسان. وقد اكتشف العلماء الببتيد التي تم تحديدها كعامل الأوعية الدموية البطانية النمو (VEGF) كمحدد رئيسي من نفاذية الأوعية الدموية. وهو يعمل عن طريق الدوبامين، وهو ناقل عصبي في الدماغ، لمنع أو السماح للجزيئات من الانضمام إلى جدران الأوعية الدموية.

## الأعراض
زيادة النفاذية الوعائية قد تسبب التورم بسبب زيادة المسافات بين خلايا الأوعية الدموية الغشائية مما يؤدي إلى تسرب البلازما وتجمع السوائل، وكذلك بسبب تجمع كمية كبيرة من الدم في النسيج الملتهب.

## وصلات إضافية
- Vascular+Permeability في المكتبة الوطنية الأمريكية للطب نظام فهرسة المواضيع الطبية (MeSH).

- http://www.wisegeek.com/what-is-vascular-permeability.htm̽